# Schloss Unterdeufstetten
Das Schloss Unterdeufstetten ist ein historisches Renaissancebauwerk im Ortsteil Unterdeufstetten der Gemeinde Fichtenau im Landkreis Schwäbisch Hall in Baden-Württemberg.
Der auch als „Seckendorffsches Schloss“ bekannte Gebäudekomplex war der Herrensitz des Ritterguts Unterdeufstetten.

## Beschreibung
Das Schloss steht etwa hundert Meter westlich und gut zehn Höhenmeter oberhalb der Rotach im Winkel des Abzweigs der nach Osten laufenden Dinkelsbühler Straße (K 2647) vom südwärts in Richtung Ellenberg führenden Abschnitt Kapellenstraße der das Dorf durchziehenden L 1070. Es wurde zwischen 1599 und 1603 als Vierflügelanlage mit Innenhof und Schlosskapelle durch Peter Drechsel II. erbaut. Nach 1700 wurde die Anlage weitgehend umgestaltet oder durch Neubauten ersetzt. Zum gut halbhektargroßen Gelände des Anwesens gehört auch ein Park mit einem Baumrechteck.

## Geschichte
Ursprünglich gehörte Unterdeufstetten zum schwäbischen Riesgau, danach zur Grafschaft Oettingen. Im 14. Jahrhundert gelangte der Ort jedoch vermehrt in den Besitz begüterter Patrizierfamilien aus der Reichsstadt Dinkelsbühl. Im 15. Jahrhundert war die Familie Döner der größte Grundherr, wurde aber in der ersten Hälfte des 16. Jahrhunderts durch die Dinkelsbühler Familie Drechsel als neuem Haupteigentümer abgelöst. Diese brachten große Teile des Orts als Allodialbesitz an sich und bildeten aus ihren Gütern ein Rittergut, das 1655 dem Kanton Kocher beim schwäbischen Ritterkreis eingegliedert wurde.
Die „Freiherren Drechsel von und zu Unterdeufstetten“ waren von 1544 bis 1694 hier ansässig.
In den darauf folgenden Jahrzehnten wechselten Gut und Schloss häufig und oftmals sehr kurzfristig die Besitzer und mussten zwischenzeitlich sogar wegen hoher Überschuldung vom Ritterkanton zwangsweise in Besitz genommen werden, damit das Gut nicht zersplittert wurde. 1761 erwarb Christoph Karl Ludwig von Pfeil das Rittergut und bewohnte das Schloss bis zu seinem Tod; er wurde in der Schlosskapelle beigesetzt. Eine seiner Töchter trat sein Erbe an und übernahm zusammen mit ihrem Ehemann Alexander von Seckendorff-Gutend das Gut Unterdeufstetten. Seitdem befindet sich das Schloss in Seckendorffschem Besitz. Einer der Nachfolger war Ende des 19. Jahrhunderts der königlich bayrische Forstrat Carl Freiherr von Seckendorff, er lebte mit seiner Frau Natalia Freiin von Crailsheim auch zeitweise auf Schloss Obernzenn in Mittelfranken. In den 1920er Jahren war der Ehemann der Irene von Seckendorff, der Kirchenjurist Friedrich von Praun, Generalbevollmächtigter des Gutes, welches damals in Form eines Familienfideikommiss geführt wurde. Eigentümer waren als gemeinsame Mitinhaber Egon Freiherr von Seckendorff (1856–1924), dessen Schwester Armgard sowie der Sohn des Erstgenannten, Generalmajor Freiherr Erich von Seckendorff (1897–1944). Nach dem Zweiten Weltkrieg wohnte Irene von Praun (1888–1975) mit ihren jüngeren nicht verheirateten Schwestern Lilly und Marie-Luise im Schloss.

## Heutiger Zustand
Das unrenovierte Schloss ist in Privatbesitz und bewohnt, es kann deshalb nicht innen besichtigt, sondern nur von außen beschaut werden.